# Palmas (Cataño)
Palmas es un barrio ubicado en el municipio de Cataño en el estado libre asociado de Puerto Rico. En el Censo de 2010 tenía una población de 23857 habitantes y una densidad poblacional de 1.535,21 personas por km².

## Geografía
Palmas se encuentra ubicado en las coordenadas 18°26′32″N 66°8′43″O / 18.44222, -66.14528. Según la Oficina del Censo de los Estados Unidos, Palmas tiene una superficie total de 15.54 km², de la cual 11.86 km² corresponden a tierra firme y (23.7%) 3.68 km² es agua.

## Demografía
Según el censo de 2010, había 23857 personas residiendo en Palmas. La densidad de población era de 1.535,21 hab./km². De los 23857 habitantes, Palmas estaba compuesto por el 71.86% blancos, el 13.84% eran afroamericanos, el 0.97% eran amerindios, el 0.27% eran asiáticos, el 10.37% eran de otras razas y el 2.68% pertenecían a dos o más razas. Del total de la población el 99.06% eran hispanos o latinos de cualquier raza.